# Dolina Spalona

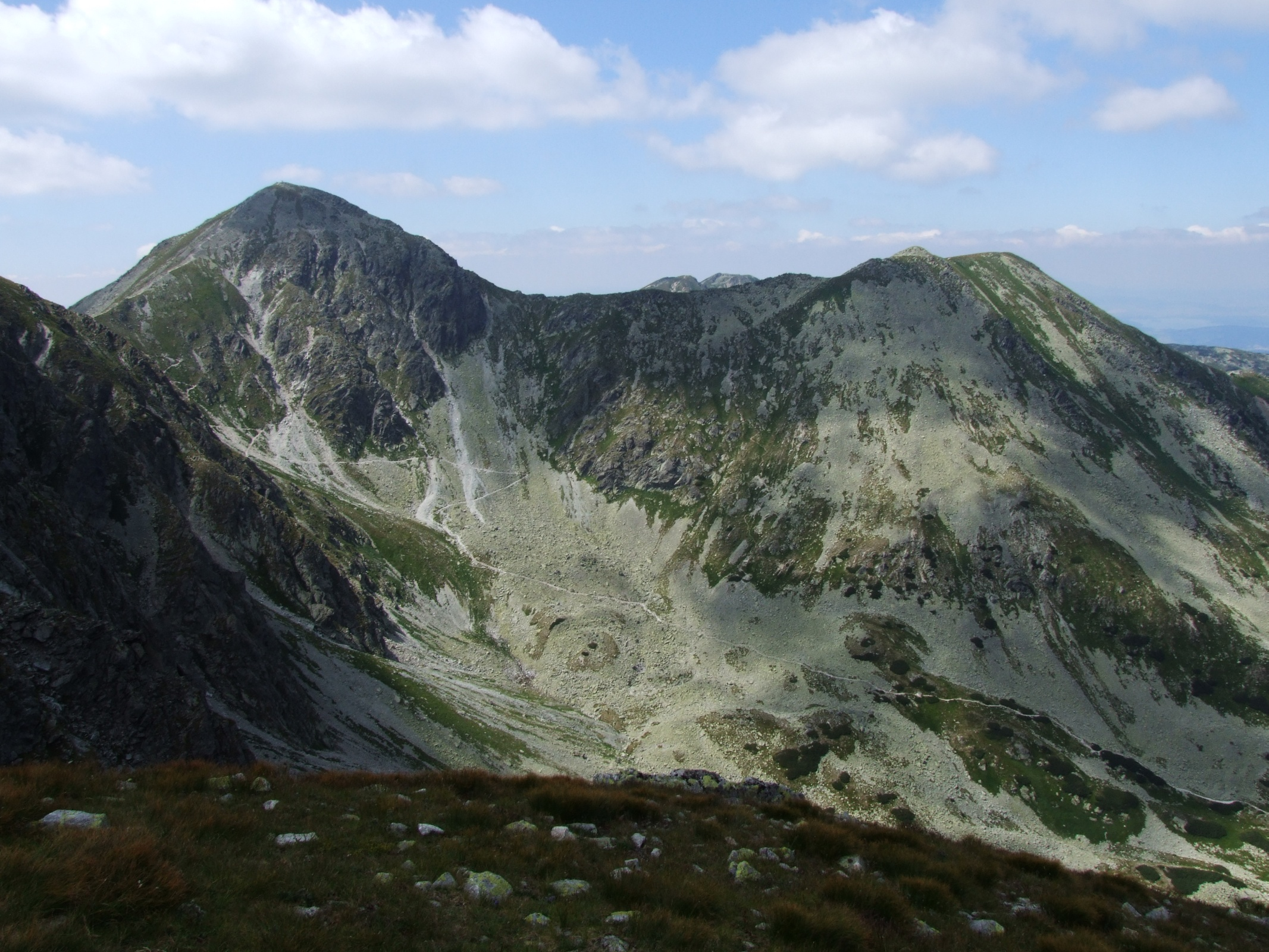
Górna część doliny z lodowcowym kotłem

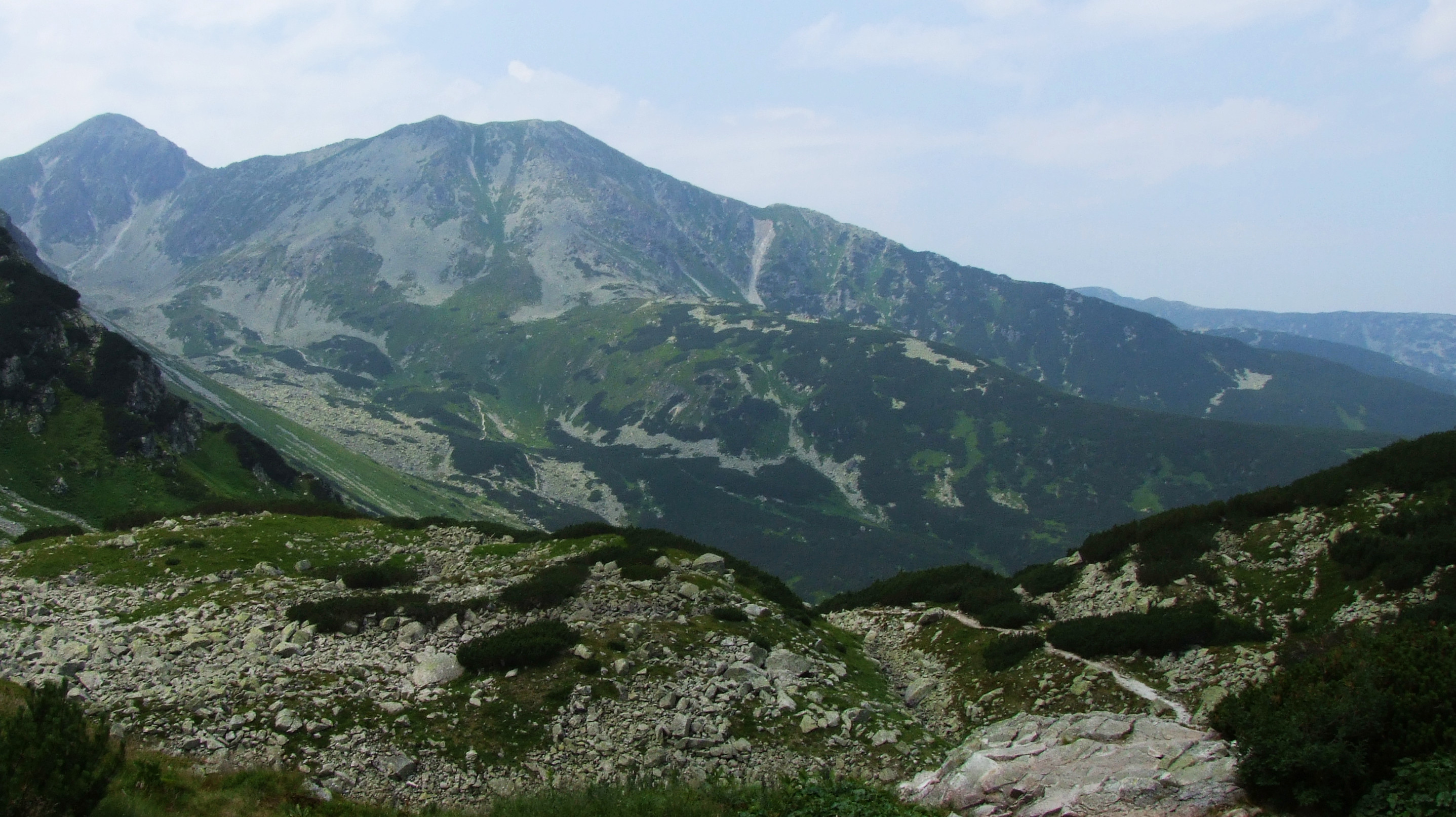
Widok znad Stawów Rohackich

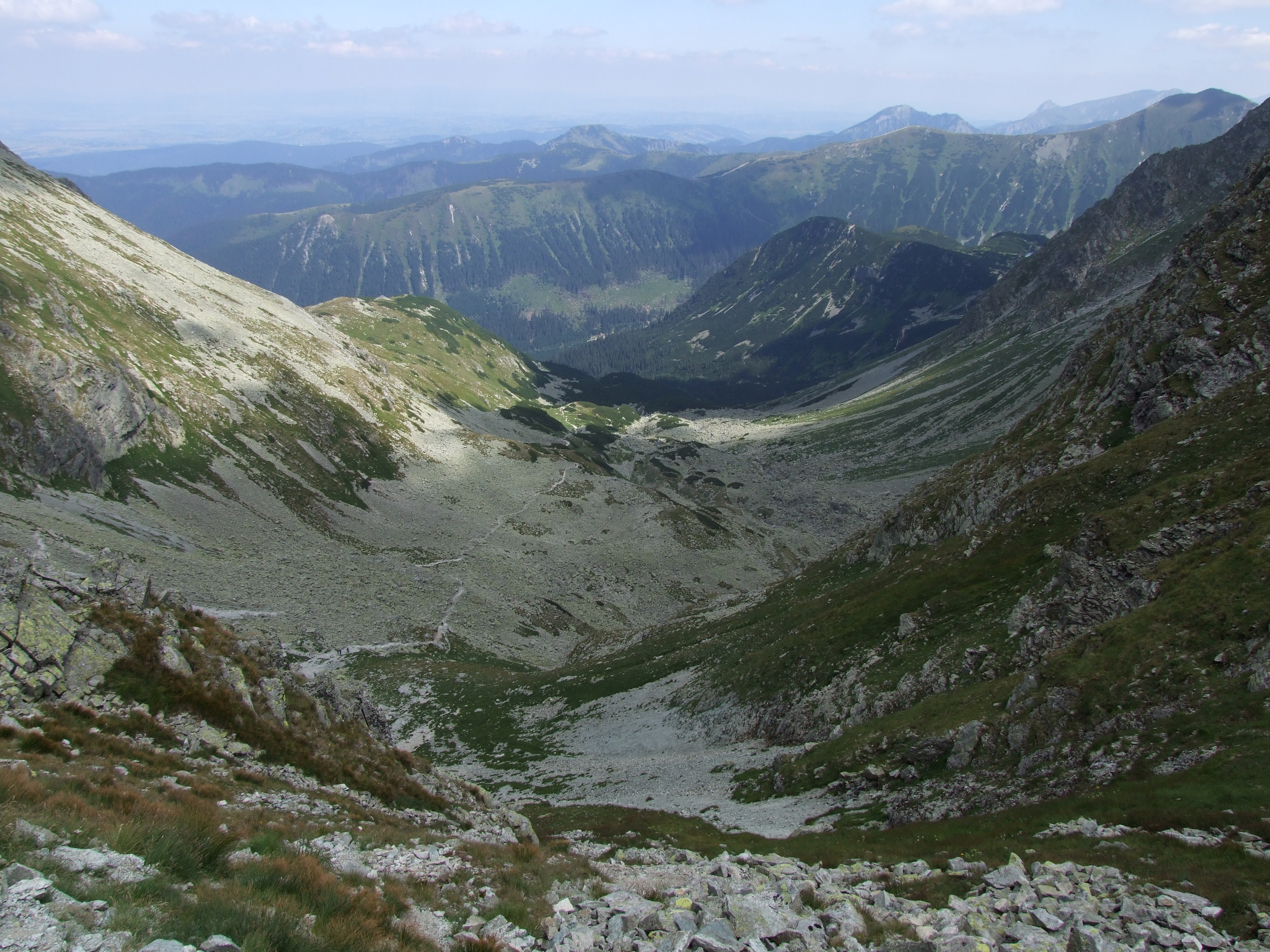
Widok z Banikowskiej Przełęczy na Dolinę Spaloną

Dolina Spalona (słow. Spálená dolina) – boczne odgałęzienie Doliny Rohackiej w słowackich Tatrach Zachodnich. Dawniej nazywana była także Doliną Zieloną (Zelená dolina), a w literaturze polskiej również Doliną Banikowską i Zadnią Spaloną.

## Topografia
Opada spod Banikowskiej Przełęczy w północno-wschodnim kierunku do Doliny Rohackiej, do koryta Rohackiego Potoku. Północno-zachodnie zbocza Doliny Spalonej tworzy grzbiet Zadniej Spalonej, południowe grań główna Tatr Zachodnich na odcinku od Spalonej Kopy przez Pachoła i Banówkę po Hrubą Kopę. Południowo-wschodnie zbocza tworzy grzbiet Hrubej Kopy i Przednie Zielone.

## Opis doliny
Według Józefa Nyki Dolina Spalona to jedno z najładniejszych miejsc słowackich Tatr Zachodnich, zarówno dawniej, jak i obecnie często odwiedzane przez polskich turystów. Jest dużym kotłem lodowcowym, który do Doliny Rohackiej opada progiem o wysokości 200 m. Ma powierzchnię ok. 2,3 km². W zboczu doliny, na wysokości ok. 1450 m n.p.m. znajduje się duża bula, na której dawniej stały szałasy pasterskie. Obecnie wśród kosówki usytuowany jest w tym miejscu niewielki placyk – rozdroże szlaków turystycznych, stoły i ławki dla turystów. Dno doliny zawalone granitowymi głazami, wśród których są liczne wyleżyska. Pod Banówką i Hrubą Kopą znajdują się ogromne stożki piargowe, jedne z najbardziej typowych w Tatrach Zachodnich. W Dolinie Spalonej często można zobaczyć kozice, a na zboczach Spalonej Kopy mają swoje nory świstaki tatrzańskie. We wschodniej części doliny znajduje się niewielki Zielony Stawek zamknięty moreną, pod którą skalny próg opada do doliny ścianą o wysokości ok. 200 m.

## Historia
Nazwa doliny jest pochodzenia ludowego, pasterskiego. Dawniej była tutaj Hala Spalona obejmująca Dolinę Spaloną, jej zbocza oraz Małą Spaloną Dolinę. Hala ta wymieniana jest w dokumentach z XVII wieku, a wypasali na niej mieszkańcy Zuberca i Malatyny. Dawniej często penetrowali ją zielarze, zbierający masowo tutaj rosnącą goryczkę kropkowaną – roślinę o udokumentowanych własnościach leczniczych. Również obecnie roślina ta licznie porasta górną część doliny. Przed II wojną światową Dolina Spalona była też popularna wśród narciarzy.

## Szlaki turystyczne
– żółty od rozdroża na polanie Adamcula przy szosie przez Dolinę Spaloną na Banikowską Przełęcz.
- Czas przejścia z Adamculi do odchodzącego szlaku niebieskiego: 1:10 h, ↓ 50 min
- Czas przejścia od szlaku niebieskiego do dochodzącego szlaku zielonego: 10 min, z powrotem tyle samo
- Czas przejścia ze szlakiem zielonym na przełęcz: 1:45 h, ↓ 1:15 h

  – niebieski od Adamculi obok Rohackich Wodospadów do Rohackich Stawów.
- Czas przejścia z Adamculi do rozstaju ze szlakiem żółtym: 1:10 h, ↓ 50 min
- Czas przejścia od szlaku żółtego nad Wyżni Staw Rohacki: 20 min, z powrotem tyle samo

  – zielony od Bufetu Rohackiego obok Rohackich Stawów przez Dolinę Spaloną na Banikowską Przełęcz.
- Czas przejścia z bufetu nad Wyżni Staw Rohacki: 1:30 h, ↓ 1 h
- Czas przejścia znad Wyżniego Stawu do szlaku żółtego: 20 min, z powrotem tyle samo
- Czas przejścia ze szlakiem żółtym na przełęcz: 1:45 h, ↓ 1:15 h